# Orectognathus hystrix
Orectognathus hystrix is een mierensoort uit de onderfamilie van de Myrmicinae. De wetenschappelijke naam van de soort is voor het eerst geldig gepubliceerd in 1972 door Taylor & Lowery.